# شيوعية يسارية

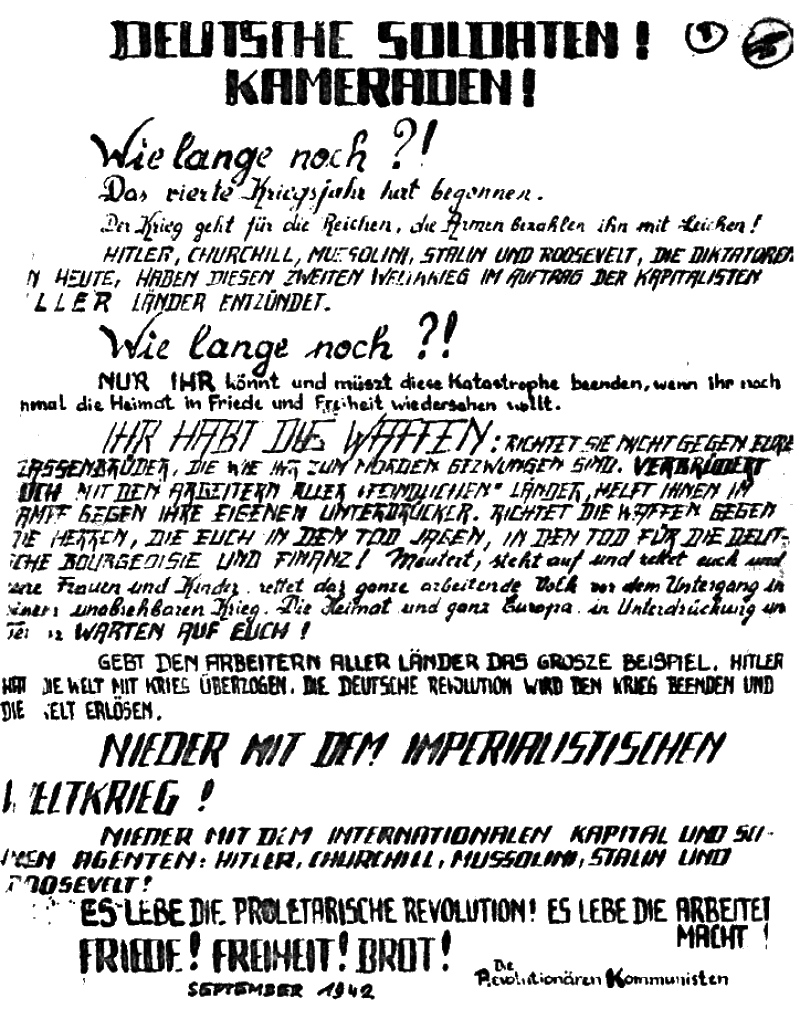
بيان عام 1942 للألمان البورديغيين في فرنسا

تُعتبر الشيوعية اليسارية، أو اليسار الشيوعي، الموقف الذي تبناه الجناح اليساري من الشيوعية، والذي ينتقد الأفكار والممارسات السياسية التي يؤيدها الماركسيون اللينينيون والاشتراكيون الديمقراطيون. يتمسك الشيوعيون اليساريون بالمواقف التي يعتبرونها ذات مصداقية ماركسية أكثر من وجهات نظر الماركسية اللينينية التي اعتنتقها الشيوعية الدولية بعد بلشفتها من قبل جوزيف ستالين وخلال مؤتمرها الثاني.
هناك في العموم تياران للشيوعية اليسارية: اليسار الإيطالي واليسار الهولندي-الألماني. تأسس اليسار الشيوعي في إيطاليا خلال الحرب العالمية الأولى عبر منظمات مثل الحزب الاشتراكي الإيطالي والحزب الشيوعي الإيطالي. يعتبر اليسار الإيطالي نفسه لينينيًا بطبيعته، لكنه يشجب الماركسية اللينينية كشكل من أشكال الانتهازية البرجوازية التي جسدها الاتحاد السوفيتي في عهد ستالين. يتمثّل اليسار الإيطالي حاليًا في منظمات مثل حزب الشيوعيين الدوليين (Battaglia Comunista) والحزب الشيوعي العالمي. انشق اليسار الهولندي-الألماني عن فلاديمير لينين قبل حكم ستالين وبات يدعم الشيوعية المجالسية والليبرالية الماركسية بصورة ثابتة عكس اليسار الإيطالي الذي أكد الحاجة إلى حزب ثوري عالمي.
تختلف الشيوعية اليسارية عن معظم أشكال الماركسية الأخرى في الاعتقاد أن الشيوعيين يجب ألا يشاركوا في البرلمانات البرجوازية، ويقف البعض ضد المشاركة في النقابات العمالية المحافظة. على أي حال، انقسم العديد من الشيوعيين اليساريين حول انتقاد البلاشفة، إذ انتقد أنصار الشيوعية المجالسية البلاشفة بسبب وظائف الحزب النخبوية وشددوا على تنظيم الطبقة العاملة بصورة أكثر استقلالية دون اللجوء إلى أحزاب سياسية.
كان تأثير روزا لوكسمبورغ كبيرًا على معظم الشيوعيين اليساريين على الرغم من مقتلها في عام 1919 قبل ظهور اليسار الشيوعي كتيار مستقل. تتضمن قائمة أنصار الشيوعية اليسارية كلًا من أماديو بورديغا وأونوراتو دامن وجاك كامات وهيرمان غورتر وأنطوني بانيكوك وأوتو روهلي وسيلفيا بانكهيرست وبول ماتيك.

## التاريخ المبكر ونظرة عامة
يمكن ملاحظة تقليدين رئيسيين داخل الشيوعية اليسارية: التيار الهولندي-الألماني والتيار الإيطالي. يتشارك التياران في مواقف سياسية عدة مثل معارضة الجبهات الشعبية، وأنواع عديدة من القومية وحركات التحرر الوطني والبرلمانية.
تعود الأصول التاريخية للشيوعية اليسارية إلى الحرب العالمية الأولى. يؤيد معظم الشيوعيين اليساريين ثورة أكتوبر في روسيا، لكنهم يحتفظون ببعض الآراء الناقدة حول تطورها. على أي حال، رفض البعض في التيار الهولندي-الألماني خلال السنوات اللاحقة فكرة امتلاك الثورة طبيعة بروليتارية أو اشتراكية، بحجة أنها نفّذت ببساطة مهام الثورة البرجوازية من خلال إنشاء نظام رأسمالي للدولة.
يعود أول ظهور للشيوعية اليسارية كحركة مستقلة إلى نحو عام 1918. تضمنت سماتها الأساسية التأكيد على الحاجة إلى بناء حزب شيوعي أو مجلس عمال منفصل تمامًا عن العناصر الإصلاحية والوسطية التي «خانت البروليتاريا»، ومعارضة المشاركة في الانتخابات باستثناء المشاركة المحدودة، والتأكيد على النزعة القتالية والتشدد. بصرف النظر عما سبق، لم توجد الكثير من القواسم المشتركة بين الجناحين. وافق الإيطاليون لوحدهم على الحاجة إلى العمل الانتخابي لفترة قصيرة جدًا قبل أن يعارضوه بشدة، ما أثار غضب فلاديمير لينين تجاههم في كتابه «الشيوعية اليسارية: مرض طفولي».